# По прозвищу «Чистильщик»
«По прозвищу „Чистильщик“» (англ. Code Name: The Cleaner) — американская криминальная комедия 2007 года режиссёра Леса Мэйфилда, где в главной роли снялся известный комик Седрик «Развлекатель». Другое название фильма — «Сюрприз».

## Сюжет
Проснувшись, главный герой Джейк осознаёт, что не помнит, кто он такой. Для него является загадкой, по какой причине у него на голове порез, почему рядом с ним на кровати лежит мёртвое тело с удостоверением сотрудника ФБР и как под кроватью оказался чемодан с огромной суммой денег? Какая-то женщина представляется его женой, но он её видит в первый раз. Позже Джейк понимает, что он, скорее всего, является тайным агентом спецслужб.

## В ролях
| Актёр                 | Роль                |
| --------------------- | ------------------- |
| Седрик «Развлекатель» | Джейк Роджерс       |
| Люси Лью              | Джина               |
| Николлетт Шеридан     | Диана               |
| Марк Дакаскос         | Эрик Хаук           |
| Каллум Кит Ренни      | Шоу                 |
| Уилл Пэттон           | Райли               |
| Найси Нэш             | Джакузи             |
| ДеРэй Дэвис           | Ронни               |
| Кевин МакНалти        | доктор Сомс         |
| Джина Холден          | молодая ассистентка |

## Продажи DVD в США
Фильм был выпущен 24 апреля 2007 года в количестве 224 724 единиц, которые принесли доход в размере $4 492 233.